# Bert Geer Phillips
Bert Geer Phillips (Hudson, Nova Iorque, 15 de julho de 1868 — 16 de junho de 1956, San Diego, California) foi um artista, pintor norte-americano. E um membro fundador da Sociedade de Taos dos artistas. Ele foi o primeiro artista a se estabelecer permanentemente em Taos, no Novo México em (1898) e é considerado o fundador da colônia de arte Taos. Ele é conhecido por suas pinturas de nativos americanos. Phillips também foi um benfeitor da artista ocidental junto com Harold Dow Bugbee, que se tornou uma peça chave do Museu Histórico Panhandle-Plains em Canyon, Texas, em 1951. Art, Tourism, and Race Relations in Taos: Toward a Sociology of the Art Colony Sylvia Rodríguez. Journal of Anthropological Research. Vol. 45, No. 1, University of New Mexico Centennial 1889-1989 (Spring, 1989), pp. 77-99